# Гнівний полоз строкатий
Гнівний полоз строкатий (Argyrogena fasciolata) — єдиний представник роду неотруйних змій Гнівний полоз родини Вужеві.

## Опис
Загальна довжина коливається від 75 см до 1,2 м. Голова невелика, поступово звужується до морди. Має 1 ростральний щиток. Носовий щиток розділено. Очі великі з круглими зіницями. Тулуб довгий та тонкий з гладенькою лускою, яка тягнеться по середині у 21—23 рядків. Вентральних щитків 191–232. В наявності 73—96 підхвостових щитків.
Молоді полози мають темне забарвлення спини з білими вузькими поперчними смужками у передній половини тіла. Дорослі особини на спині забарвлені у цегляно—червоний, тонований, коричневий колір з вузькими поперчними смугами білого, коричневого та чорного кольорів. Задня частина тулуба має менш чіткі смуги. Черево жовтого та кремового забарвлення.

## Спосіб життя
Полюбляє рівнини, алювіальні ґрунти, трав'янисту та лісову місцину, чагарники, парки, сади, передгір'я. Ховаються під камінням та серед сміття. Активний удень. Це дуже агресивна змія, при загрозі або роздратуванні роздуває шию, скручується, піднімає голову. Звідси й отримала свою назву. Харчується гризунами, землерийками, кажанами, жабами, ящірками.
Це яйцекладна змія. Самиця у січні відкладає 2—6 яєць. У липні з'являються молоді полози завдовжки 15 см.

## Розповсюдження
Мешкає у штатах Індії: Карнатака, Гоа, Махараштра, Андхра-Прадеш, Чхаттісгарх, Орісса, Джхаркханд, Біхар, Уттар-Прадеш, Західна Бенгалія. Часто зустрічається на о.Шрі-Ланка, у Пакистані, Непалі, Бангладеш.